# Olga Misař
Olga Misař (geb. 11. Dezember 1876 in Wien; gest. 8. Oktober 1950 in Enfield) war eine österreichische Schriftstellerin, Frauenrechtlerin und Friedensaktivistin.

## Leben
Olga Misař (geborene Popper) war verheiratet mit Vladimír Misař (1872–1963) aus Neuhaus in Böhmen. Im Jahr 1900 wurden ihre Töchter Vera und Olga geboren.
Olga Misař war Vorstandsmitglied des Allgemeinen Österreichischen Frauenvereines und des österreichischen Frauenstimmrechtskomitees. Sie war 1915 gemeinsam mit Leopoldine Kulka im International Committee of the Congress der Frauen-Friedenskonferenz in Den Haag tätig. Zu ihren engen Wegbegleitern zählte der Wiener Frauenarzt und Begründer des Mutterschutzes in Österreich, Hugo Klein (1863–1937). Im Jahr 1923 wurde Olga Misař Sekretärin des Bundes der Kriegsdienstgegner (Österreich), der 1936 polizeilich aufgelöst wurde.
Im April 1939 emigrierten Olga und Vladimír Misař nach London und standen in enger Verbindung zur War Resisters’ International (WRI).